# Элоа (Виньи)
«Элоа, или Сестра ангелов» (фр. Éloa, ou La Sœur des Anges) — мистическая поэма 1824 года на библейскую тему, положившая основание известности её автора Альфреда де Виньи, французского поэта и писателя романтической школы. Сюжетом является рассказ о проникшемся людскими страданиями падшем ангеле, — воспевание идеальных ангелов с человеческими чувствами было модной в то время темой.

## Характеристика творческого периода автора
Господствующий тон произведений Альфреда де Виньи в 1822—1829 годы — грусть, байроновское разочарование, сознание одиночества «высоких душ» среди непонимающего их человечества, возведение на пьедестал самопожертвования и идеальной любви. Согласно авторам ЭСБЕ, подобно всем поэтам своего времени, Виньи занят мыслью о небе, в котором он как бы ищет воспоминания о своём божественном происхождении; подобно другим поэтам, он не отказывает в слезе участия падшим ангелам.

## Сюжет
Элоа — чистый херувим, рождённый из слезы Христа над могилой Лазаря. Кто-то шепнул ей про страдания падших ангелов — и она жаждет внести отраду в мрачную жизнь отверженных небом созданий. Её безотчетная тоска и зарождающееся в ней земное чувство изображены с большой красотой.
Блуждая в раздумье среди облачных сфер, Элоа попадает в царство демона и видит духа зла. Печать страдания на его лице привлекает её, и она говорит ему слова сочувствия и любви. Он на минуту тронут и почти готов раскаяться, но злоба берёт верх, и заведомо вероломными клятвами он пленяет Элоа, которая решается последовать за ним в неведомые ей сферы.